# Carlos Freire
Pour les articles homonymes, voir Freire.
Carlos Freire, de son nom complet Carlos Manuel da Silva Freire, est un footballeur portugais né le 18 avril 1959 à Sintra. Il évoluait au poste d'attaquant.

## Biographie

### En club
Formé au Sporting Portugal, il découvre les terrains professionnels lors de la saison 1976-1977,,.
Avec les Lions, il est sacré Champion du Portugal à deux reprises en 1980 et en 1982. Freire remporte la Coupe du Portugal en 1978 et en 1982,.
En 1983, il est transféré au Vitória Setúbal, club qu'il représente pendant trois saisons,,.
Lors de la saison 1985-1986, il est joueur du Portimonense SC,,.
Freire devient joueur du Celta de Vigo en 1986. Il ne reste que peu de temps au sein du club espagnol, il est transféré au mercato hivernal au  SC Beira-Mar,,.
De 1987 à 1989, il évolue au GD Estoril-Praia,,
Il revient en 1989 à Beira-Mar, qu'il représente à nouveau pendant deux saisons,,
Il raccroche les crampons après une dernière saison 1992-1993 au SU Sintrense,,
Il dispute un total de 198 matchs pour 25 buts marqués en première division portugaise,. Au sein des compétitions européennes, il dispute 5 matchs en Coupe des clubs champions et 12 matchs en Coupe UEFA pour un but marqué.

### En équipe nationale
International portugais, il reçoit une unique sélection en équipe du Portugal. Le 28 octobre, dans le cadre des qualifications pour la Coupe du monde 1982, il dispute un match contre Israël (défaite 1-4 à Ramat Gan).

## Palmarès
Sporting
| - Championnat du Portugal (2) : - Champion : 1979-80 et 1981-82. - Coupe du Portugal (2) : - Vainqueur : 1977-78 et 1981-82. |  | - Supercoupe du Portugal (1) : - Vainqueur : 1982. |